# MemeStrategy
MemeStrategy (港交所：2440)是一家於香港交易所上市的公司，也是亞洲首家公開上市的數字資產投資公司。 該公司由9GAG的團隊創立。

## 歷史
MemeStrategy前身為濠暻科技。 濠暻科技的主要業務為物聯網（IoT）應用的數據傳輸、處理服務商及通信設備供應商。
2025年4月，9GAG創辦人陳展程收購濠暻科技控股權後更名為MemeStrategy。多名9GAG高層加入MemeStrategy管理層。公司的重點業務轉向為人工智能、區塊鏈及文化領域。 Casetify 行政總裁暨聯合創辦人吳培燊亦加入成獨立非執董。
2025年6月，MemeStrategy於公開市場購入加密貨幣Solana，成為首間投資於Solana生態的香港上市公司。
2025年8月，MemeStrategy與加密貨幣及穩定幣平台MoonPay旗下公司Helio達成戰略合作協議。雙方將共同支持由Helio開發的新一代發行平台及代幣交易系統Moonit。Moonit將推出人工智能Meme Money Markets，讓用戶將熱門迷因代幣化，將文化資產轉化為鏈上資產。

## 推廣香港電影業
2025年4月，MemeStrategy聯同9GAG推廣第四十三屆香港電影金像獎，包括邀請《香城映画》團隊，趙善恆及林耀聲等演員拍攝《金像獎與金象米》影片，並於高先電影院舉辦「包場請睇戲」活動，邀請戲中飾演三師兄的資深電影人田啟文與觀眾交流。